# Mendosoma lineatum
Mendosoma lineatum är en fiskart som beskrevs av Guichenot, 1848. Mendosoma lineatum ingår i släktet Mendosoma och familjen Latridae. Inga underarter finns listade i Catalogue of Life.